# Ґеральд Мортаґ
Ґеральд Мортаґ (нім. Gerald Mortag, 8 листопада 1958 — 30 січня 2023) — німецький велогонщик.
Срібний призер Олімпійських Ігор 1980 року в командній гонці переслідування.
Чемпіон світу з велоперегонів на треку 1977 (командна гонка переслідування), 1978 (командна гонка переслідування), 1979 (командна гонка переслідування) років.
Переможець ігор Дружба-84.